# Louis Varlez
Louis Joseph Albert Varlez (né le 26 novembre 1868 à Anvers, mort le 20 octobre 1930 à Genève) est un spécialiste du chômage et de la migration.

## Famille
Louis Varlez est né le 26 novembre 1868 dans une famille de la bourgeoisie francophone.Son grand-père Louis Varlez (1792 Lens - 1874 Bruxelles) fut un des premiers docteurs homéopathes de Belgique et il soigna le prince Léopold fils de Léopold II.
Son père, Émile Varlez (°1830 Bruxelles + 1885 Malines), était procureur du Roi à Malines.
Sa mère, Marie Maeterlinck (°1843 Gand + 1917 Gand), était une petite-fille de l’architecte Louis Roelandt (°1786 Nieuport + 1864 Gand) et cousine de l’écrivain Maurice Maeterlinck (° 1862 Gand + 1949 Nice).
Un de ses beau-fils était Louis Fredericq (°1892 Gand + 1981 Gand) qui était recteur de l’université de Gand (1936-1938), gouverneur de la province de Flandre-Orientale (1938-1939), chef de cabinet du Roi Léopold III  (1939 – 1945).

## Problématique du chômage
Après des études à l’Université libre de Bruxelles (ULB), (ULB) et, pour la dernière année, à l’Université de Gand, il s’installe en 1889 à Gand comme avocat. En cette qualité, il défend des militants socialistes poursuivis pour faits de grève. Il lui arrive aussi d’être appelé comme médiateur lors de conflits sociaux.
Très rapidement, il se préoccupe de la situation sociale des travailleurs à Gand. L’industrie textile, qui avait pris à Gand un développement important et occupait de très nombreux travailleurs, connut une grave crise dans le dernier  quart du XIXe siècle. Les salaires reculaient, le chômage augmentait, des manifestations, des grèves éclataient et étaient sévèrement réprimées. Plusieurs intellectuels de tendance libérale, parmi lesquels François Laurent et François Huet, se préoccupaient à l’époque de la situation et cherchaient à l’améliorer. Récusant l’approche paternaliste et moralisatrice consistant à voir les causes du chômage dans la paresse, l’immoralité ou l’imprévoyance, ils comprirent qu’il s’agissait d’un grave problème social, concernant tant les travailleurs que les responsables politiques et auquel les initiatives privées étaient impuissantes à apporter un remède suffisant.
En 1891, Albert Callier et Rémi De Ridder fondent la Société libérale d’études sociales. Ils demandent à Varlez, qui avait déjà publié de nombreuses études sur le sujet, d’en assumer le secrétariat.
Varlez s’attelle au problème du chômage involontaire et, après des enquêtes approfondies et la collecte d’informations statistiques détaillées, il élabore une solution qui sera appelée à un grand retentissement. Elle prévoit que les pouvoirs publics apportent leur concours financier aux caisses d’assurance-chômage syndicales existantes mais dont les ressources étaient limitées. Grâce à ce soutien, les travailleurs ayant souscrit une assurance seront assurés de recevoir une indemnité suffisante pendant une durée limitée mais suffisante pour leur permettre de trouver un autre emploi.
Donnant suite à son initiative, la ville de Gand créa, le 20 octobre 1900, le « Fonds du chômage ». Aux secours payés par les caisses syndicales viendront s’ajouter des subsides consentis par un fonds communal géré paritairement avec les syndicats.
Ce système connaîtra un grand succès à Gand et sera largement suivi en Belgique. Dès 1910, toutes les villes belges de plus de 35.000 habitants avaient introduit un système d’assurance chômage modelée sur lui. Dans le reste du monde il connut aussi un succès important, notamment en France, sous le nom du « système de Gand ».
Parallèlement, il comprit qu’il importait de mettre sur pied une bourse du travail capable de mettre en contact les offres et les demandes d’emploi. Un tel organisme existait déjà, mais il s’agissait d’une initiative privée à laquelle ne participaient que quelques patrons. Varlez proposa de l’améliorer et de l’étendre en s’inspirant des modèles allemands et danois qu’il avait étudiés de près. En 1906, la nouvelle réglementation de la « Bourse du travail » était approuvée. Il en assurait la présidence.
En 1906, la Societa Umanitaria organise à Milan un congrès international pour la lutte contre le chômage; Varlez y fait adopter le projet d’établir un groupement permanent s’intéressant au problème et il est chargé de réaliser cette proposition. De là naîtra, en 1910, l’association internationale pour la lutte contre le chômage (avec siège à Gand) ; Varlez en est sous la présidence de Léon Bourgeois, le secrétaire général.
En 1913, Varlez est chargé de faire, à la faculté de droit de l’Université de Gand, les cours de l’économie politique, de la législation comparée du travail et de la législation consulaire. Cette nomination a fait quelque bruit : un ministre du gouvernement catholique homogène ouvrait les portes de l’Université à un candidat incroyant et d’opinion anticléricale !

## Vers une carrière internationale
En 1896 Louis Varlez avait épousé Marthe De Ridder, la fille de Rémi De Ridder, professeur à l’université et homme politique libéral, avec qui il travaillait à la Société libérale d’études sociales. De ce mariage sont issus trois enfants : Emile (1897), Thérèse (1898) et Élisabeth (ou «Lizzie ») (1902).
Pendant la guerre 14-18, contrairement à beaucoup de Gantois, la famille Varlez resta à Gand. Lorsqu’en 1916 les Allemands décident de flamandiser l’université, Varlez refuse, comme la majorité des autres professeurs, d’enseigner en flamand, ce qui lui vaut d’être démis de ses fonctions.
A la fin de la guerre, il fait partie de la délégation belge à la conférence de la Paix à Paris. En 1919, lors de la création de la Société des Nations (SDN) à Londres, il est chargé de diriger la section « Travail » et il participe comme tel aux travaux de la conférence internationale du travail à Washington. Un peu plus tard, en 1921, avec la création de l’Organisation internationale du travail (OIT), son service est transféré à cette nouvelle organisation qui ne tarda pas à s’installer à Genève.
Au cours de ses années genevoises, il dirige la section « Chômage et migration ». Dans ce cadre, il accomplit des missions dans de nombreux pays, notamment en Europe centrale, en Amérique latine, en Italie et à Cuba, soit en vue de faire rapport sur l’application des conventions et recommandations de l’OIT, soit pour participer à des conférences internationales. Il dirige aussi une importante étude en trois volumes sur les législations des différents pays du monde en matière de migrations. Son ambition est d’améliorer la condition du migrant, en qui il voit « un homme courageux qui mérite aide et protection dans sa difficile entreprise ».
En 1924, il perd sa femme. Sa fille cadette et son gendre s’installent chez lui.

## Tour du monde
Atteint par la limite d’âge en 1928, Louis Varlez abandonne ses fonctions permanentes, mais continue à collaborer aux travaux de l’OIT en qualité de membre expert. C’est ainsi qu’il part représenter l’organisation à une conférence sur les migrations organisée par l’Institut des relations du Pacifique à Kyoto en novembre 1929. Il introduit un rapport d’un réel intérêt scientifique.
Il en profite pour faire un tour du monde de seize mois, accompagné par son jeune parent Lucien Brunin en qualité de secrétaire. Les notes de voyage et les photos de ce dernier ont été publiées en 2013. Les lettres et photos envoyées par Louis Varlez lui-même à sa famille ont fait l’objet d’une édition limitée destinée à ses petits-enfants.
À l’occasion de ce voyage, il a l’occasion d’étudier les courants migratoires. C’est ainsi qu’au Canada, il entre en contact avec des colonies d’immigrants belges dans les « provinces des Prairies » et est frappé par l’aisance avec laquelle ceux-ci se sont adaptés à leur nouvel environnement et par le succès de leur entreprise, qu’il s’agisse de l’élevage d’animaux de fourrure, de laiterie ou d’horticulture. Il étudie aussi les mœurs des Indiens Ojibways en Ontario, avec lesquels il passe plusieurs jours en août 1929.

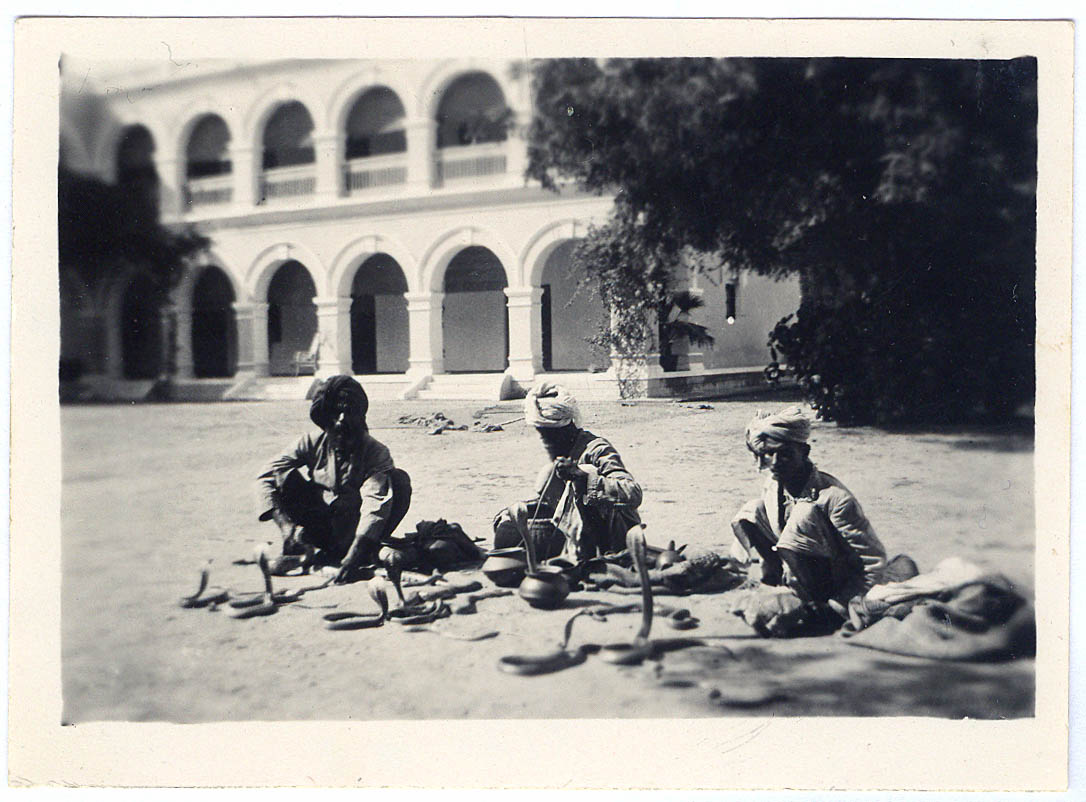
Photo en Inde par Varlez (1930)

Ce périple les fait passer, outre le Japon, par les États-Unis, le Canada, Hawaii, la Corée, la Chine, l’Indochine, l’Indonésie, la Malaisie, la Birmanie, l’Inde et Ceylan (Sri Lanka), d’où Louis Varlez s’embarque le 8 avril pour arriver à Marseille le 25 avril. La situation politique des pays d’Asie qu’il traverse est agitée. La Russie et le Japon se disputaient la Mandchourie; les hostilités entre factions chinoises le font renoncer à se rendre à Nankin où il devait rencontrer plusieurs personnalités importantes ; la mer est infestée de pirates entre Hong Kong et Haïphong ; un complot visant au massacre de tous les Hollandais venait d’être déjoué lorsqu’il arrive en Indonésie; des milliers de bombes avaient peu avant été découvertes au Tonkin ; l’Inde était en pleine ébullition : tout le pays était suspendu à l’issue de la « marche du sel » annoncé par Gandhi.

## Dernière année
De retour en Europe, Louis Varlez se rend à Paris en septembre 1930 pour assister à une réunion du Comité international des organisations privées pour la protection des migrants dont il était secrétaire.
Atteint d’une congestion pulmonaire, il meurt à peine un mois plus tard à Genève le 20 octobre 1930 et y fut incinéré.
A Gand il y a la rue "Louis Varlezstraat" 
En 2010, l’université de Gand commença une série de conférences sous le titre  « Varlezlezingen » .

## Principales publications
Les cités ouvrières de Mulhouse, Mulhouse-Paris, Veuve Bader & Co, 1889.
Déchargement des navires le dimanche, Jurisprudence commerciale des Flandres, 1892, II, pages 31-36.
Les pensions de retraite en 1892. Rapport fait à la Société libérale pour l’étude des sciences et des œuvres sociales de Gand, Bruxelles-Ixelles, J. Viselé, 1892.
La classe ouvrière a-t-elle intérêt à une réglementation officielle du travail ? L’assurance intégrale. Rapport au Congrès international d’Anvers sur la législation douanière et réglementation du travail, 1894.
Plan social de Gand I. Démographie industrielle. Résumé. Gand, A. De Brabandère, 1895.
Plan social de Gand III. Syndicats d’ouvriers et d’employés. Résumé succinct. A. De Brabandère, 1897.
L’âge des vieux ouvriers. Études démographiques. Bruxelles, Larcier, 1895.
La législation protectrice en Belgique. Bruxelles, Weissenbruch, 1897, pages 239-291.
Les salaires dans l’industrie gantoise. I. Industrie cotonnière, Bruxelles, J. Lebèque & Co - O. Schepens &amp; Co, 1901, (596 pages).
Les salaires dans l’industrie gantoise. II. Industrie de la filature du lin, Bruxelles, J. Lebèque & Co-O. Schepens & Co, 1904 (226 pages).
Quelques pages d’histoire syndicale belge, Paris, A. Rousseau, 1902 (200 pages).
La politique communale contre le chômage, spécialement à Gand. Une forme de l’organisation de la vie municipale. Rapport présenté au Premier Congrès international des villes, Bruxelles, O. Lamberty, 1913.
La réglementation des migrations : l’émigration, l’immigration, les traités et les conventions internationales, Genève, BIT, 1908-1929.
Les migrations internationales et leur réglementation, Recueil des Cours de l’Académie de droit international de La Haye, 1929.
1. ↑  « http://www.archiefbank.be/dlnk/AE_128 »
2. ↑  « http://www.archiefbank.be/dlnk/AE_11226 »